# Girolamo Lombardi
Girolamo Lombardi, né à Vérone en 1707 et décédé à Venise le 9 mars 1792, est un jésuite et philologue italien.

## Biographie
Né à Vérone en 1707, Girolamo Lombardi est admis chez les jésuites, et enseigne les humanités dans différents collèges. Il entretient une correspondance sur des objets de littérature et d’érudition et est remarqué du pape Benoît XIV . Après la suppression de la Compagnie de Jésus, Lombardi continue d’habiter la maison professe des jésuites à Venise, dont il est le bibliothécaire et meurt le 9 mars 1792.

## Œuvres
- Notizie spettanti al capitolo di Verona, Rome, Giovanni Generoso Salomonj, 1752 (lire en ligne) ;
- Vita della B. Angela Merici di Brescia, fondatrice della compagnia di Sta-Orsola, Venise, 1781 ;
- Vita della B. Giovanna Bonomo, monaca benedettina, Bassano, 1783.

On doit encore au P. Lombardi des éditions :
- de deux Dissertations du P. Giovanni Luca Zuzzeri, l’une sur une médaille d’Attale Philadelphe, et l’autre sur une médaille de Faustine, Venise, 1747, in-4° ;
- des Epistolæ ad diversos, par Georg Stobäus von Palmburg, évêque de Laubach, Venise, 1749 ;
- de la Coltivazione, poème de Luigi Alamanni, ibid., 1751 ;
- du Carême du P. Sagramoso, ibid., 1764 ;
- et enfin de Dissertations, extraites de l’ouvrage de Benoît XIV, De canonizatione sanctorum.

Le P. Lombardi a laissé en manuscrit des corrections et des additions importantes pour le grand Dictionnaire de la Crusca.

## Source
- « Girolamo Lombardi », dans Louis-Gabriel Michaud, Biographie universelle ancienne et moderne : histoire par ordre alphabétique de la vie publique et privée de tous les hommes avec la collaboration de plus de 300 savants et littérateurs français ou étrangers, 2e édition, 1843-1865 [détail de l’édition]